# Campagne-lès-Boulonnais
Campagne-lès-Boulonnais település Franciaországban, Pas-de-Calais megyében. Lakosainak száma 675 fő (2022. január 1.). Campagne-lès-Boulonnais Vaudringhem, Ledinghem, Thiembronne, Aix-en-Ergny, Bourthes és Ergny községekkel határos.

## Népesség
A település népességének változása:
| Lakosok száma | 590  | 595  | 711  | 634  | 655  | 667  | 676  | 685  | 675  |
|               | 2013 | 2015 | 2016 | 2017 | 2018 | 2019 | 2020 | 2021 | 2022 |